# Adolf Arenson
Adolf Arenson (* 14. Mai 1855 in Altona; † 26. Dezember 1936 in Bad Cannstatt) war ein deutscher Komponist, Theosoph und Anthroposoph.

## Leben
Adolf Arenson, aus einer Hamburger Kaufmannsfamilie mit sephardisch-jüdischen Wurzeln stammend, übersiedelte nach einer kaufmännischen Lehre nach Santiago de Chile und übernahm dort eine Firma von einem Verwandten. 1882 heiratete er seine Cousine Deborah Piza; sie hatten zwei Töchter, Clarita und Auguste, sowie einen Sohn, Hans. Arenson verkaufte seine Firma, zog mit seiner Familie nach Hamburg und begann sich als Komponist zu betätigen. 1892 erfolgte ein Umzug nach Cannstatt. Dort befreundeten sie sich mit der Familie Unger; Carl Unger wurde später (1907) sein Schwiegersohn.
Um 1900 wurden Arenson und seine Frau Mitglieder der Theosophischen Gesellschaft. Im Herbst 1904 wurde Arenson in den Vorstand der deutschen Sektion der Theosophischen Gesellschaft berufen. Neben Carl Unger, Michael Bauer, Toni Völker und Elise Wolfram gehörte er zu den offiziellen Vortragenden der T. G. Er war ein enger Schüler und Mitarbeiter Rudolf Steiners und half Marie von Sivers bei der Herausgabe der Schriften und Vorträge Steiners. Auf Anregung Steiners schuf er mehrere Kompositionen.
1913 trat er in die neugegründete Anthroposophische Gesellschaft über. Er hielt weiterhin Vorträge, leitete den Stuttgarter „Zweig“ und verfasste einen Führer durch die Vortragszyklen Rudolf Steiners, der noch lange nach der systematischen Erschließung des Steinerschen Werks durch die Gesamtausgabe eine verbreitete Studienhilfe darstellte.
1930 meldete er sich mit einem bis heute vielbeachteten Vortrag über die sogenannte „Bodhisattvafrage“ – der Frage nach dem Weltlehrer des 20. Jahrhunderts (1980 in Heft 2 der Ergebnisse wiederveröffentlicht) – nochmals zu Wort. Nach der Machtergreifung Hitlers zog er sich ganz ins Privatleben zurück.

## Werke

### Buchveröffentlichungen
- Zum Studium der Geisteswissenschaft. Ein Vortrag. Philosophisch-Theosophischer Verlag, Berlin 1913
- Das Erdinnere. Ein Vortrag. Philosophisch-Theosophischer Verlag, Berlin 1914
- Die Bergpredigt. Ein Vortrag. Philosophisch-Theosophischer Verlag, Berlin 1914
  - neu als: Gedanken und Betrachtungen zur Bergpredigt. Der kommende Tag, Stuttgart 1924
- Grundzüge geisteswissenschaftlicher Methodik, darin: Einleitender Vortrag, gehalten am Goetheanum am 27. September 1920 (Anthroposophische Hochschulkurse, Band 3). Der kommende Tag, Stuttgart 1921
- Die Kindheitsgeschichte Jesu. Die beiden Jesusknaben. Der kommende Tag, Stuttgart 1921
- Musikalische Plaudereien. Philosophisch-Anthroposophischer Verlag, Dornach 1930
- Ein Führer durch die Vortragszyklen Rudolf Steiners. 3 Bände. Selbstverlag, Dornach 1930
  - neu als Leitfaden durch 50 Vortragszyklen Rudolf Steiners. Freies Geistesleben, Stuttgart 1961; 9. Auflage 1991, ISBN 3-7725-0453-1
- Studienergebnisse aus der Vortragstätigkeit Rudolf Steiners. 7 Hefte. Selbstverlag, Dornach 1930/31
  - neu als Ergebnisse aus dem Studium der Geisteswissenschaft Rudolf Steiners. 4 Hefte. Die Kommenden, Freiburg im Breisgau 1980

### Kompositionen
Arenson komponierte fünf Opern (vor 1895), eine Operette, dazu eine größere Anzahl Lieder und Choräle. Von der Anthroposophie inspiriert sind folgende Werke:
- Musik zu Die Kinder des Luzifer von Édouard Schuré, 1909
- Musik zu den Vier Mysteriendramen [...] von Rudolf Steiner, für Klavier bearbeitet von Léon Mouravieff (1910–13). Verlag Freies Geistesleben, Stuttgart ca. 1960
- Sieben Kinderstücke für Eurythmie[1]
- Sieben Klavierstücke für Kindereurythmie